# Olympic Tower
Der Olympic Tower, auch 645 Fifth Avenue, ist ein Wolkenkratzer an der Fifth Avenue in Manhattan in New York City. Der gemischt genutzte Turm umfasst Eigentumswohnungen, Büroräume und Einzelhandelsgeschäfte und ist nach der ehemaligen griechischen Fluggesellschaft Olympic Airlines benannt.

## Beschreibung

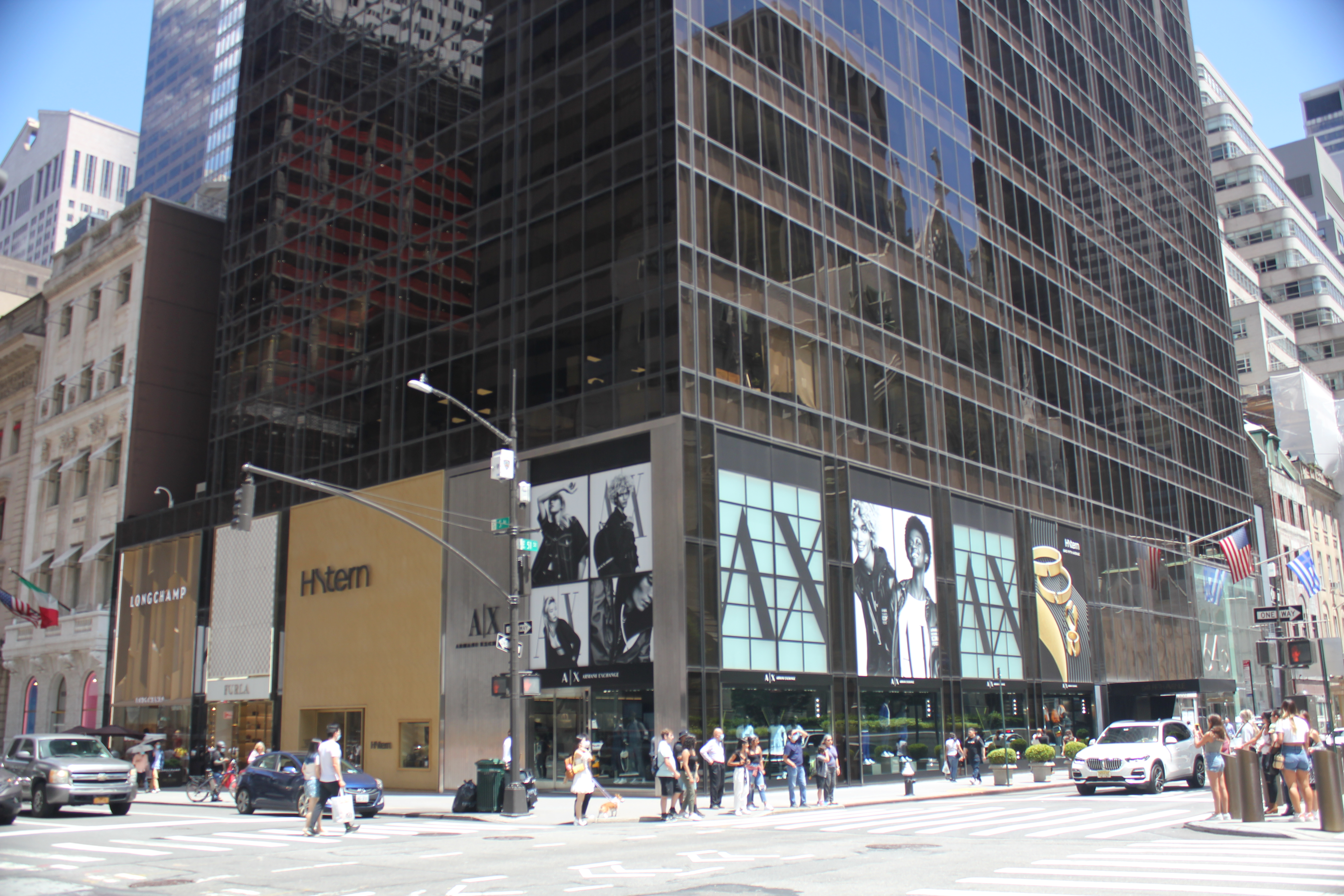
Die Basis an der Fifth Avenue

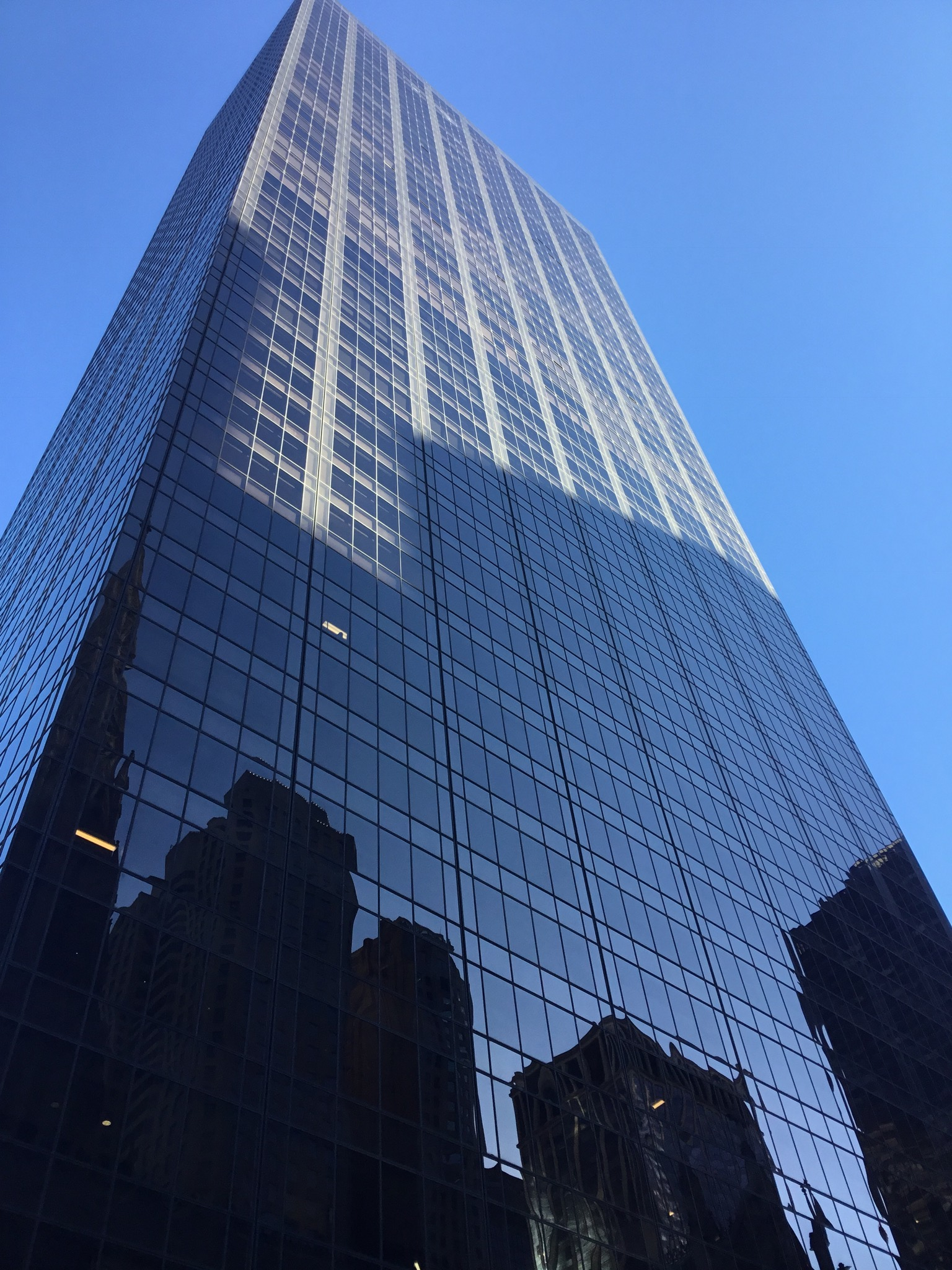
Vertikale Ansicht 2022

Das Hochhaus befindet sich in Midtown Manhattan an der Fifth Avenue, Ecke East 51st Street. Ein nordöstlicher schmaler Gebäudeflügel reicht bis an die 52nd Street. Westlich gegenüber liegt das Rockefeller Center. Südliches Nachgebäude ist die bekannte St. Patricks Cathedral von New York. Nördliche Nachbarn an der Fifth Avenue sind die George W. Vanderbilt Residence und das Cartier Building, in dem der New Yorker Flagship-Store von Cartier beheimatet ist.
Der Wolkenkratzer ist 189 m (620 Fuß) hoch und besitzt 51 Stockwerke. Der rechteckige Turm ohne Rücksprünge hat eine dunkle bronzefarbene glatte Glasfassade, in der sich an der Südseite die St. Patrick’s Cathedral spiegelt. Die ersten beiden Stockwerke enthalten neben den Einzelhandelsgeschäften an der Fifth das zwei Etagen hohe öffentliche Atrium „Olympic Place“, das von der 51st bis zur 52nd Street reicht und eine günstige Verbindung für Fußgänger bietet. Die 19 Stockwerke darüber umfassen Büroflächen (Adresse: 645 Fifth Avenue) und in den Stockwerken 22 bis 51 befinden sich 225 Eigentumswohnungen (Adresse: 641 Fifth Avenue).
Auf dem Grundstück befand sich zuvor ein 1947 erbautes Gebäude der Best Company. Aristoteles Onassis erwarb es, um dort die New Yorker Niederlassungen seiner Unternehmen zu bündeln. Weiterhin bietet das Gebäude Wohnungen und Einzelhandel. Erste Entwürfe zu dem Gebäude stammen von Cäsar Pinnau, der letztendlich realisierte Entwurf wurde von Skidmore, Owings and Merrill umgesetzt. Nach Baubeginn im Jahr 1974 wurde der Turm 1976 fertiggestellt. Nach dem Tod von Aristoteles Onassis ging das Gebäude in den Besitz der Olympic Airlines über, die es um 2002 an die „Onassis-Stiftung“ verkaufte. Seither dienen die unteren Stockwerke als Kulturzentrum der Stiftung. Die Investmentfirma Crown Acquisitions erwarb im Mai 2012 49,9 % und im Mai 2015 schließlich den Rest des Gebäudes. Im Rahmen derselben Transaktion erwarb Oxford Properties eine Mehrheitsbeteiligung.
Der Turm galt für viele Jahre als luxuriöseste und teuerste Adresse im New Yorker Markt der Luxuswohnungen, bewohnt von zahlreichen Prominenten wie Jackie Onassis, Bianca Jagger, Imelda Marcos, Adnan Khashoggi, Maurizio Gucci und Patrizia Reggiani, Halston, Lee Radziwill, Giuseppe Zanotti, Lorraine Schwartz, Anne Hathaway, Roger Waters und Nicolas Cage. Auch die National Basketball Association hat hier seit vielen Jahren ihren Sitz. In der Nachhaltigkeit hat das U.S. Green Building Council dem Olympia Tower die LEEDv4.1 Gold-Zertifizierung verliehen. Eigentümer des Gebäudes ist das kanadische Unternehmen Oxford Properties Group.